# كين فلويد
كين فلويد (بالإنجليزية: Ken Floyd)‏ هو موسيقي أمريكي، ولد في 31 مارس 1979.

## وصلات خارجية
- كين فلويد على موقع ميوزك برينز (الإنجليزية)
- كين فلويد على موقع ديسكوغز (الإنجليزية)